# Apocalipsis del Pseudo-Metodio
El Apocalipsis de Pseudo-Metodio es un texto apocalíptico que dio forma a la imaginación escatológica del cristianismo durante la Edad Media. La obra fue escrita en lengua siríaca a finales del siglo VII d. C., en respuesta a la conquista islámica del Cercano Oriente y se atribuye falsamente al gran obispo de la Iglesia Metodio de Olimpia. El Apocalipsis se destaca por incorporar numerosos aspectos de la escatología cristiana como la invasión de Gog y Magog, el surgimiento del Anticristo y las tribulaciones que precede al fin del mundo.
El Apocalipsis, sin embargo, agrega un nuevo elemento a la escatología cristiana: el surgimiento de un emperador romano mesiánico. Este elemento permanecería en la literatura apocalíptica cristiana hasta el final del período medieval. Las traducciones al griego, latín, eslavo, árabe y otros idiomas desde principios del siglo VIII en adelante facilitarían la influencia del Apocalipsis.

## El texto

### Autoría, ubicación y traducciones
El Apocalipsis se atribuye a Metodio de Olimpia en el texto siríaco, de Patara en griego, ambos vivieron en el siglo IV. Con toda probabilidad, sin embargo, el texto fue escrito en el siglo VII por un clérigo cristiano anónimo, de ahí el apodo de Pseudo-Metodio, quien probablemente era del Jacobite, Calcedonia, o Melkite rama del cristianismo. Los eruditos han argumentado que la obra fue escrita como un contemporáneo de las Conquistas Árabes en respuesta a las dificultades que enfrentan los cristianos y apostasía generalizada para evitar impuestos. Además, el autor ve la invasión como un castigo de Dios. El texto, por tanto, emplea la historiografía, la geografía y la profecía apocalíptica.
El texto fue escrito originalmente en siríaco en el norte de Siria. Sin embargo, la erudición temprana carecía del texto sirio original, por lo que se basó en gran medida en los textos griegos, latinos y eslavos para su estudio. En 1897, el erudito V. Istrin se basó en gran medida en el texto griego y, al mismo tiempo, e independientemente, Sackur estudió las traducciones latinas más antiguas. Ambos estudios marcaron el comienzo del estudio académico del «Apocalipsis», pero no fue hasta 1931 que se descubrió el manuscrito siríaco original. Con este hallazgo, Michael Kmosko pudo determinar que el «Apocalipsis de Pseudo-Metodio» original estaba escrito en lengua siríaca.

### Contenido
El manuscrito comienza con una historia del mundo, comenzando con Adán y Eva en el Jardín del Edén, pasando por las conquistas musulmanas y hasta el fin de los tiempos. Una característica notable del trabajo es la presencia de la sexualidad con respecto al comportamiento cristiano en los últimos días, específicamente discutiendo el swing, la homosexualidad y el travestismo como indicadores de una sociedad pecadora. Sólo entonces el texto dice que los «sonidos de Ismael», es decir, musulmanes, emergerán del desierto de Medina para infligir El castigo de Dios sobre los cristianos que «cayeron en la depravación». El Apocalipsis también relata los eventos que tuvieron lugar a manos de los musulmanes en las décadas anteriores. Al invocar figuras de otra literatura escatológica cristiana, como Gog y Magog, Pseudo-Metodio intenta legitimar su lugar como Padre de la Iglesia del siglo IV. El manuscrito también señala el surgimiento de una figura del Emperador-Salvador, haciéndose eco de la profecía del siglo IV d. C. contribuida a la legendaria Tiburtine Sibyl. Este emperador romano salvará las tierras cristianas de «los sonidos de Ismael», colocará su corona sobre la cruz «por el bien de la salvación común de todos», salvando así a la cristiandad en su conjunto. La obra se destaca por su vívida descripción y brutalidad. Descripciones de beber sangre de ganado, apuñalar a mujeres embarazadas y alimentar a los animales con bebés impregnan toda la obra del autor.
Ballard señala, sin embargo, que Pseudo-Metodio se dedica a la literatura escatológica anterior, como Apocalipsis, en que el Apocalipsis usa a los emperadores romanos como agentes de cambio. Por esta razón, señala Griffith, el Apocalipsis marca el final de la era antigua y el comienzo de la Edad Media. Guenther también señala que Pseudo-Metodio fue influenciado por los libros Revelación y Daniel, manteniendo el linaje de la literatura cristiana. Esta es una característica importante, ya que muestra que el autor era probablemente un clérigo cristiano y estaba familiarizado con los escritos cristianos pasados. La introducción de nuevas características en la literatura cristiana, manteniendo intactas las creencias y enseñanzas cristianas fundamentales, ayudó a que el «Apocalipsis» también fuera accesible para los laicos. Parte de la influencia del Apocalipsis se atribuye a su capacidad para reflejar las creencias de los ciudadanos Romano Oriental; simplemente están representando eventos predichos, y la humanidad está ligada al destino del imperio y la capital. Esto, nuevamente, ayudó a que la pieza se sintiera querida por una audiencia bizantina generalizada.

## Contexto histórico
Roma y la Persia sasánida estado en guerra entre sí durante gran parte del primer cuarto del siglo VII. Con ambos imperios todavía sintiendo los efectos de una serie tan larga de batallas, una amenaza árabe se aprovechó del debilitamiento de los imperios. Los persas enfrentaron la derrota al oeste del Éufrates en la Qadisiyya en lo que Griffith llama «el comienzo de la desaparición del dominio romano y persa para siempre». Esta desaparición continuaría durante las décadas de 630 y 640, cuando los árabes conquistaron gran parte del Medio Oriente y el mundo mediterráneo. En 635, cayó Damasco, Jerusalén y Antioquía siguieron en 637, Edesa en 640, Alejandría en 642 y Seleucia/Ctesiphon en 645. Tres de los cinco patriarcados de la cristiandad romana estaban bajo el dominio árabe musulmán. En 674, el Omeya Califa Muawiya lanzó un asalto por tierra y mar en Constantinopla. En tres años fue derrotado y centró su atención en el resto del Imperio Romano sobreviviente, a saber, Oriente Medio, Grecia y los Balcanes. Como señala Ballard, Constantinopla fue «reducida a un pequeño enclave cristiano dentro de un océano del Islam».
Se puso en marcha una campaña de los nuevos gobernantes musulmanes para eliminar cualquier exhibición pública de simbolismo cristiano mediante la construcción de edificios de estilo islámico y la emisión de monedas declarando un triunfo islámico. La más dramática de tales construcciones fue la Cúpula de la Roca en Jerusalén. Las inscripciones en la Cúpula de la Roca están tomadas del Corán y «proclaman la llegada de un imperio poderoso que fue fundado sobre la pura creencia monoteísta». Esto, como Ballard y Griffith ambos señalan, fue en respuesta a los cristianos que creían en la Trinidad, y su supuesta adoración de la Virgen María y los santos, algo que los musulmanes veían como politeísta.
Para defenderse y sin ningún poder o autoridad real, los cristianos recurrieron a la escritura. Las dificultades que enfrentaban los cristianos en un territorio musulmán provocaron un «despertar literario», y los primeros de estos textos se escribieron en siríaco, griego y árabe. Los escritores siríacos en particular reaccionaron a su mundo en términos apocalípticos, la caída de su imperio cristiano continuaba con cada conquista musulmana y los escritores siríacos vieron estas conquistas como un castigo de Dios. El más conocido de estos textos fue el Apocalipsis atribuido a Pseudo-Metodio.

## Traducciones, difusión e influencia delApocalipsis
El Apocalipsis marca el final de la antigüedad y el comienzo de la Edad Media por su estilo e influencia. El documento fue copiado y readaptado con frecuencia para adaptarse a los eventos cataclísmicos que ocurrieron en un área en particular. A principios del siglo VIII, el trabajo se tradujo al griego y luego al latín y a otros idiomas. El Apocalipsis probablemente fue traducido al latín por Petrus Monachus en Francia. La propagación e influencia del «Apocalipsis» fue de tan gran alcance que durante la invasión mongola de Europa (invasiones mongolas del siglo XIII), los cristianos rusos invocaron la obra de Pseudo-Metodio en con el fin de explicar el ataque utilizando las explicaciones históricas y geográficas que se encuentran dentro del texto. Además, los cristianos creían que Pseudo-Metodio había predicho la llegada de los mongoles debido a su estilo de vida, hábitos alimenticios y actividades. Sin embargo, Pelle señala que el «Apocalipsis» no era popular en Inglaterra. Antes de la conquista normanda de Inglaterra, a pesar de la popularidad de otra literatura escatológica. De los casi veinticuatro manuscritos latinos anteriores al siglo XII, solo dos estaban en inglés y ninguno era anterior a 1075. Sin embargo, con la invasión de Inglaterra por los normandos, uno de los primeros textos en inglés para explicar la invasión de los «paganos» en una tierra cristiana incluyó el Apocalipsis de Pseudo-Metodio. El «Apocalipsis» fue invocado por los cristianos a lo largo de los siglos para explicar la agitación que enfrentaron en sus respectivos tiempos y lugares. Además, moldeó la visión de la cristiandad occidental sobre el Islam a lo largo de la Edad Media debido a varias readaptaciones y traducciones. Con la caída de más ciudades cristianas desde el siglo XIV en adelante, junto con  Constantinopla en 1453, el Apocalipsis de Pseudo-Metodio fue invocado una vez más.

## Contexto moderno
Griffith señala que, debido a las preguntas que rodean la historicidad del «Apocalipsis de Pseudo-Metodio», es fácil descartar la pieza por completo. Sin embargo, para el historiador, el «Apocalipsis» arroja luz sobre el entorno de la época y, por lo tanto, la literatura sigue siendo relevante. Además, la literatura es importante por el anonimato de su autor. En cierto sentido, este anonimato da un sentido de «literatura clandestina». Además, el Apocalipsis de Pseudo-Metodio permitió a la población, independientemente del lugar, mantener un «sentido de superioridad aparentemente legítima» a pesar de la evidencia en contrario.